# Емил Пенков
Емил Киров Пенков е български юрист и политик от НДСВ. Бил е юрист на „Леспорт“, член на Централната избирателна комисия (ЦИК) - от квотата на НДСВ (от 2005 г.). Член на ЦИКМИ (2003-2007)

## Биография
Емил Пенков е роден на 20 май 1953 година в град Варна. Завършва специалност „Право“ в СУ Св. „Климент Охридски“ със специализация „Търговско право“.
През 2001 година става член на съвета на директорите на „Пристанище Варна“ АД, преди това е юрисконсулт в „Леспорт“.